# جين هاو
جين هاو (بالإنجليزية: Jane How)‏ هي ممثلة بريطانية، ولدت في 21 ديسمبر 1951 في لندن في المملكة المتحدة.

## أعمال

### أفلام
- الآنسة بوتر

## وصلات خارجية
- جين هاو على موقع IMDb (الإنجليزية)
- جين هاو على موقع ألو سيني (الفرنسية)
- جين هاو على موقع أول موفي (الإنجليزية)
- جين هاو على موقع قاعدة بيانات الأفلام السويدية (السويدية)
- جين هاو على موقع قاعدة بيانات الفيلم (الإنجليزية)
- جين هاو على موقع كينوبويسك (الروسية)